# Anne Sutherland
Anne Sutherland (Washington, 1 maart 1867 – Brentwood, 22 juni 1942) was een Amerikaanse actrice die in de jaren 1880 begon met acteren.

## Biografie
Sutherland begon als jonge actrice in een HMS Pinafore-productie. Ze verscheen op het toneel in de jaren 1880-1890 met veel grootheden uit die periode, zoals Henry E. Dixey in Adonis (1883), Lydia Thompson in Oxygen (1886), Nat C. Goodwin in The Nominee (1891), Georgia Cayvan in The City of Pleasure (1896), Joseph Jefferson in Rip Van Winkle en Mrs. Leslie Carter in Zaza (1899). Een van haar latere toneelstukken was Craig's Wife (1925), waarin ook Chrystal Herne speelde.
Ze stond op verschillende momenten in haar carrière bekend als Annie Sutherland, Anne B. Sutherland en Ann Sutherland.
Sutherland was getrouwd met acteur/zanger Richard Field Carroll (1865-1925), ook bekend als Richard F. Carroll, en had een dochter Anne Carroll die stierf in haar tienerjaren. Naar verluidt scheidden zij en Carroll, hertrouwden en scheidden opnieuw. Ze trouwde toen met acteur Frederick Hartley die stierf aan een longontsteking in 1904. In 1907 trouwde ze met Charles Harding, het huwelijk hield stand tot zijn dood in 1932.